# ニコライ・ミハイロヴィチ
ニコライ・ミハイロヴィチ（Никола́й Миха́йлович, 1859年4月26日 - 1919年1月28日）は、ロシア帝国の皇族、ロシア大公。ニコライ1世の孫息子の一人で、アレクサンドル3世の従弟。
著名な歴史学者であり、特にアレクサンドル1世統治期のロシア史の研究に多大な貢献をした。ニコライの歴史研究は、ロシア語とフランス語で発表されていた。アカデミー・フランセーズの会員であり、ベルリン大学から歴史学と哲学の名誉博士号を、モスクワ大学から歴史学の名誉博士号をそれぞれ授与されていたほか、さらにロシア帝国歴史学協会、ロシア帝国果樹栽培学協会、ロシア地理学協会の会長を務めていた。政治的には自由主義者だったが、後に彼自身のいう「権威主義的共和主義」志向へと変わっていった。ロシアの既存の体制内での改革運動を続けていたため、皇族からは変人扱いされていた。また改革派ゆえに、ニコライの業績に対する評価は、国内よりも国外での方が高かった。
自由主義者であったニコライはニコライ2世の皇后アレクサンドラ・フョードロヴナに嫌われ、そのためニコライ2世の治世晩期には皇帝の信任を失った。ロシアの政情が悪化していく中で、ニコライは皇帝に改革を要求し続け、宮廷革命の議論に参加することまでした。帝政が崩壊すると、ニコライはヴォログダに幽閉された。その後ボリシェヴィキ政府に拘束されてペトログラードに送られ、ペトロパヴロフスク要塞の外で、弟のゲオルギー・ミハイロヴィチ大公、従弟のドミトリー・コンスタンチノヴィチ大公およびパーヴェル・アレクサンドロヴィチ大公とともに銃殺された。

## 生涯

### 青少年期

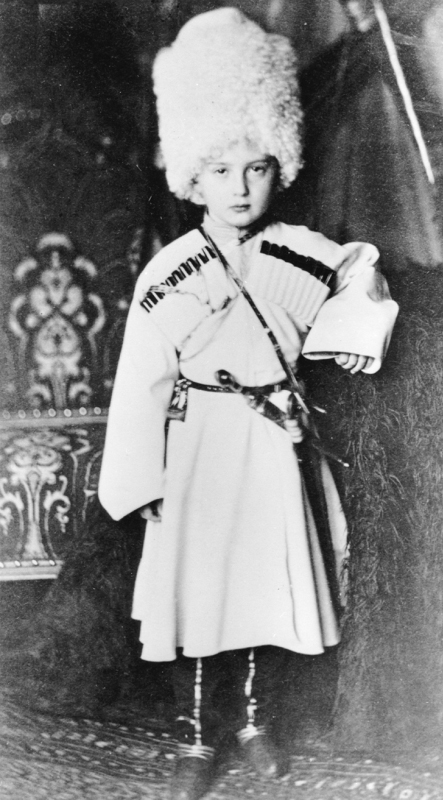
少年時代のニコライ

1859年4月26日にツァールスコエ・セローで、ミハイル・ニコラエヴィチ大公とその妻オリガ・フョードロヴナ妃（バーデン公女ツェツィーリエ）のあいだの第一子、長男として生まれた。家族からは「ビンボ」の愛称で呼ばれていた。1862年、父がカフカース副王に任命されたのに伴い、3歳のニコライは家族と一緒にティフリス（現在のトビリシ）に引っ越した。一家は20年以上にわたって任地で暮らしたため、ニコライも少年期と青年期をグルジア地方で過ごした。ニコライはスパルタ式教育を受けた。父ミハイルは軍事にばかり関心のある人物で、グルジア地方の統治に関してはまるで疎かった。母オリガは非常にしつけの厳しい母親で、家族全体を支配する傾向がある一方で、ニコライを溺愛していた。ニコライと母との関係は、現存する往復書簡からも窺われるように、近親相姦的ともいえるほど固く結びついたものだった。オリガは何かにつけて高いハードルを設ける人だったが、ニコライは常に母親を満足させる優秀な息子だった。一家の子供たちは首都の親族たちと接することのない環境で育ったため、ロシア皇帝一族の中では最も進歩的かつ自由主義的な思想を抱くようになった。
一家の息子たちは家庭教師によって教育されたが、ニコライは才能ある生徒であり、多くの教師たちを満足させた。幼いころから美術、文学、建築その他の諸科学に関心を示した。しかし他の皇族男子と同じく、ニコライもまた軍人となることを望まれていた。1877年の露土戦争では、カフカース弓兵部隊の大軍勢を率いて戦った。この従軍体験はニコライのトラウマになり、これ以後は平和主義者になった。父ミハイルが1882年に国家評議会議長に任命されると、一家はサンクトペテルブルクに戻った。ニコライはマリヤ・フョードロヴナ皇后の近衛騎兵部隊に配属された。騎兵部隊では、ニコライはその飾り気のない性格から「フィリップ平等公」のあだ名を付けられた。
1879年、20歳になったニコライは母方の伯父であるバーデン大公フリードリヒ1世の宮廷を訪れ、そこで大公の娘で従妹のヴィクトリアと恋に落ちた。しかしロシア正教会は教会法で従兄妹同士の結婚を禁止しており、このときもニコライの結婚に反対した。それでもニコライは伯父のアレクサンドル2世に結婚の許しを求め、ヴィクトリアと結婚できないならば一生独身で通すと脅しをかけたが、結局結婚は実現しなかった。ヴィクトリアは後にスウェーデン王グスタフ5世と結婚した。ニコライは1880年代になると二度目の花嫁探しを始め、今度はパリ伯フィリップの長女アメリー・ドルレアンとの結婚を望んだ。ところがロマノフ家はオルレアン家を軽蔑しており、またカトリック教徒のオルレアン家側もロシア皇族との結婚に際して求められる正教への改宗に難色を示したため、この縁談も破談となった。アメリーは後にポルトガル王カルロス1世と結婚した。ニコライはこれ以後二度と結婚を考えることはなかったが、その代わり多くの女性との情事を楽しんで過ごした。皇帝一族は、ニコライには何人かの私生児がいると考えていた。1910年になっても、ニコライはナタリヤ・バリャティンスカヤ公爵令嬢に熱烈な恋をしていた。

### 研究者として

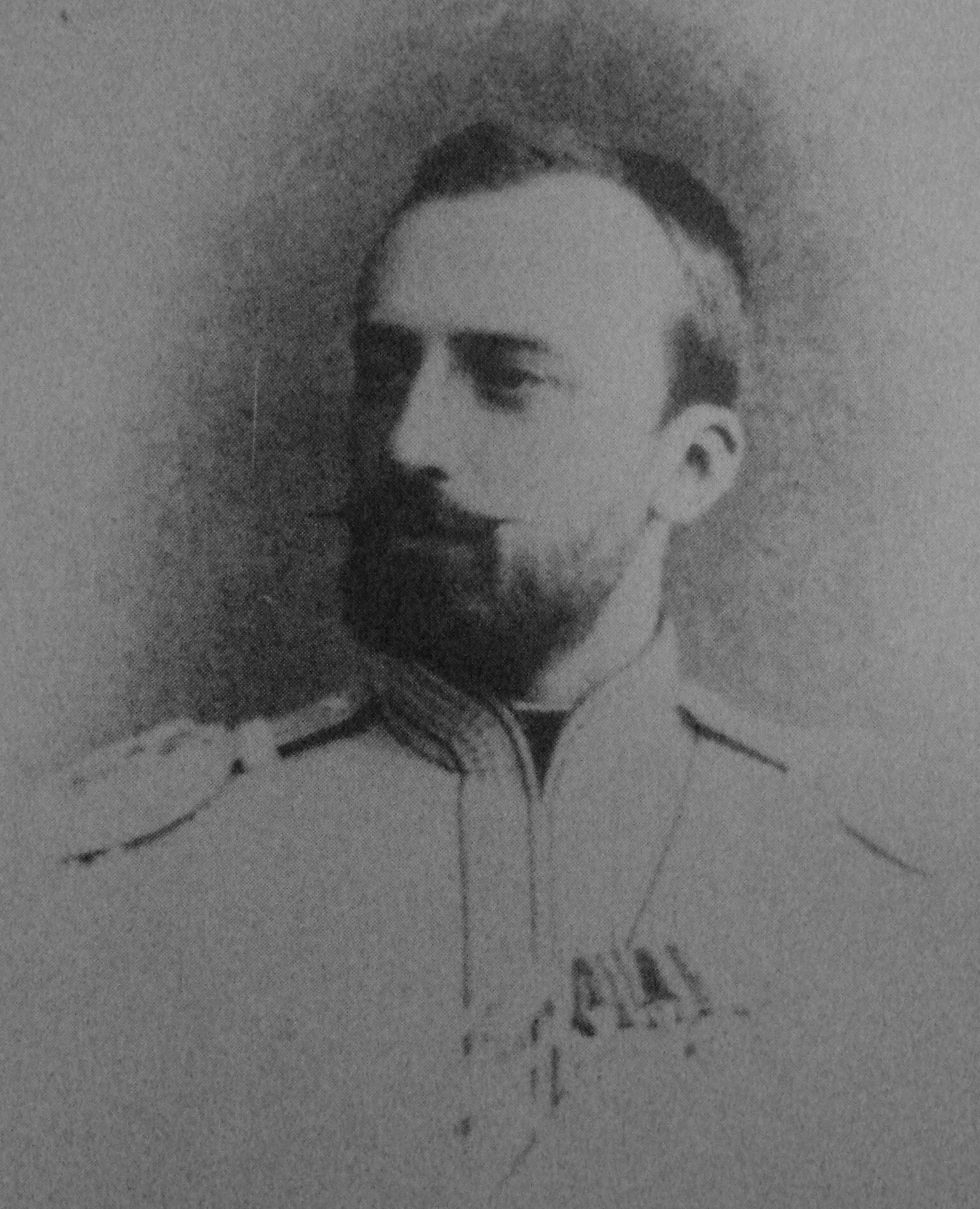
青年時代のニコライ

ニコライには軍人としての才能は全くなく、軍隊生活も嫌いだった。彼は学問を好み、父に大学に入れてくれるよう頼み込んだが、父はこれに激しく反対した。父を満足させるためニコライは参謀幕僚大学に入り、ここで好きな研究に励んだ。この大学でニコライは軍事を学ぶことはなく、チョウ目の研究と歴史研究に膨大な時間を費やした。他の皇族男子のように軍務につくことを嫌がるようになり、公式に軍務から離れた唯一の皇族男子となった。
カフカースに暮らしていた青年時代から、ニコライは植物学に興味を持っていた。彼はまた貴重な蝶の標本のコレクションを所有しており、これは後にロシア科学アカデミーに寄贈された。またこのコレクションを寄贈した頃に、『鱗翅目に関する考察』(Discussions on the Lepidopterae) と題した10巻におよぶ研究書を出版している。この他、ニコライが自然科学の分野で特に興味を持っていたのは果樹学であった。彼はロシア帝国果樹学協会の会長となり、種なしタンジェリン・オレンジを開発した。
その後、歴史学にもっと深い関心を寄せるようになった。彼の最初の歴史研究の成果である著書『ドルゴルーコフ公爵一族、アレクサンドル1世の協力者』は1890年に発表された。この著書は5巻本で、18・19世紀のロシアについて叙述していた。またこの本にはエカチェリーナ2世、パーヴェル1世、アレクサンドル1世の治世において活躍した人物の肖像も載せられていた。後に戦争と革命によって失われることになる、宮殿や美術館の所蔵品をニコライ自ら撮影して本の図版に載せているこの著作は、その意味で非常に重要な研究書である。
1905年、ニコライは軍務につかず全ての時間を研究に費やしていたが、皇帝ニコライ2世はニコライにロシア帝室の古文書館および図書館を自由に使う許可を与えた。ニコライはまもなくアレクサンドル1世の治世に関する15冊以上の著作を、ロシア語とフランス語で発表した。この大著の発表により、ニコライはヨーロッパ中で歴史学者としての名声を得ることになった。ニコライは、アレクサンドル1世が謎の修道僧フョードル・クジーミチとなって余生を送ったという伝説についても考察している。ニコライは自分個人がこの伝説を信じているかどうかは言及していないが、研究結果として、フョードル・クジーミチの正体がアレクサンドル1世であるという主張が真実である可能性は低いと結論づけている。その反面、パーヴェル1世の庶子セミョーン（1772年 - 1794年。アレクサンドル1世の庶兄かつ異母兄。海軍省によると、セミョーンは1794年8月24日にアンティル諸島の海域でのひどい嵐の中でイギリスのヴァンガード号の難破船で死んだ（セントユースタティウス島とセントトーマス島の地域で嵐に気づいた）とされ、正式に行方不明と見なされた）がクジーミチの正体だと結論付けてもいる。ちなみに、ニコライから見れば、アレクサンドル1世とセミョーンの2人はいずれも大伯父にあたる。

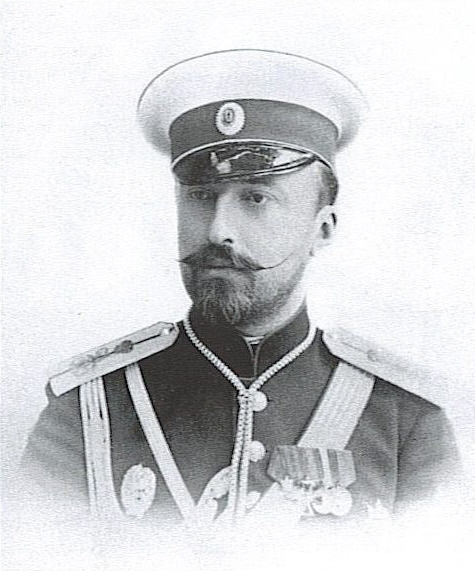
青年時代のニコライ

ニコライの歴史研究の著作は大学勤務の歴史学者やフランス文学者らに称賛されたが、当時のロシア史学の権威ヴァシリー・クリュチェフスキーから評価されることはなかった。しかし、ソ連の歴史学者たちからはニコライの研究は評価されている。ニコライは、ニコライ1世の下の息子たちに始まるロシア帝室の3つの分家出身者の中で、大ソヴィエト百科事典にその項目が掲載された唯一の人物である。彼はいついかなる時でも、歴史研究から遠ざかることはなかった。ニコライは主な文通相手だったフランスの歴史家フレデリック・マッソンに、未完に終わることになる彼自身の歴史研究についての展望を書き送っている。第一次世界大戦中の1915年、ニコライは7巻本の研究書『外交関係1808年 - 1812年』(Relation Diplomatiques 1808–1812) と、アレクサンドル1世の伝記研究のロシア語版第2版の2巻本を発表した。ニコライは研究と新たな歴史的発見に子供のような熱心さで取り組んでおり、その熱中ぶりは衰えを知らなかった。ニコライは正規の学校教育を受けていないこともあり、その最初の歴史研究に関する著作は素人色の強いものだった。最初の著作は議題を中途半端に放り出す部分が多かったが、こうした傾向は時とともに改善されていった。ロシア帝国歴史学協会はニコライにロシア人物事典の数項目を執筆してくれるよう頼み、ニコライはこの仕事に情熱を傾けた。
ニコライは一般の研究者が閲覧を禁止されている古文書の所蔵品を調べる権限を与えられており、彼自身の研究に資するために国立古文書館からそれらの所蔵品を持ちだす特権まで有していた。彼はサンクトペテルブルクの宮殿と、何にも煩わされずに研究に打ち込める田舎のボルジョミの城館の両方に、膨大な蔵書を集めて図書館を作っていた。ニコライはその莫大な財産を使って多くの研究助手を雇い入れていたが、これほど恵まれた環境を持つ歴史学者は他にいなかった。ニコライの歴史研究上の最高の助手だった人物は、若いころからニコライの副官を務め、生涯にわたって親友であったコンスタンチン・ブルメルであった。
1892年、それまで地理学の分野で研究著作を発表したことは一度もなかったにもかかわらず、ロシア地理学協会の会長に就任した。1909年にはさらに歴史学協会の会長をも兼ねることになった。このときまでに、ニコライは最も注目される歴史学者の一人に数えられるようになっていた。ニコライは歴史学協会の事業に真剣に取り組み、戦時中も事業を進めていた。1916年に歴史学協会の設立記念式典を取り仕切り、また1918年4月に予定される皇帝アレクサンドル2世生誕100周年記念式典に関する計画を進め始めた。1914年5月には古文書委員会を設立し、地方の歴史文書の保存・編纂事業を手伝わせるようになった。しかし第一次世界大戦の勃発によって事業は中止され、古文書の編纂はソヴィエト政府による事業開始を待たねばならなくなった。
ニコライは絵画や有名人の細密画など歴史上の学術資料を収集していた。また彼はフランスの美術品を収集し、特にジャック＝ルイ・ダヴィッドの作品に非常に関心を持っていた。ニコライはダヴィッドの描いたナポレオン1世の肖像画の一つを、革命が始まるまで所有していた。彼は最初、この作品を宮殿の地下室の壁の中に隠したが、後に秘密裏にこの絵をロシアからフィンランド経由で西ヨーロッパに送った。ニコライはまた美術品展覧会を開くのが好きで、1905年にもタヴリーダ宮殿で未発表作品だけを集めた展覧会を開いている。

### ロシア大公として

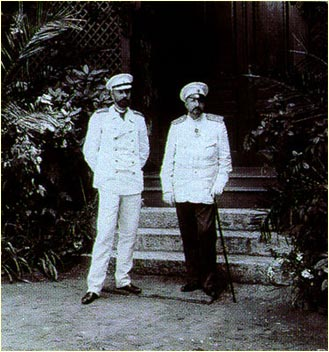
ニコライ（右）と弟のアレクサンドル・ミハイロヴィチ大公

ニコライは身長190cmを超える長身でがっしりした体格をしており、黒い眼と短く三角形に切った黒髭の持ち主だった。若いころから禿げ始め、晩年には髪形をセットすることも難しかった。また子供が大好きで、一度も結婚はしなかったが、姪のニーナ・ゲオルギエヴナによれば何人かの私生児をもうけていたという。ニコライは気分屋で変わり者であり、気難しく皮肉屋でもあった。また鋭いウィットを持ち、ユーモアのセンスも優れていた。彼のいたずらや冗談は家族に好かれていた。彼は自分を自由主義的な見識を持つ社会主義者だと認識していた。自分の考えを頑固に主張して通そうとするニコライの態度は皇帝一族には好まれなかった。彼の政治的信念に対する皇族たちの不満は、彼の魅力とユーモアによって軽減されていた。ニコライの開けっぴろげで寛容な性格が、彼を「自由主義者」と見なす皇族たちの見方をさらに深めていた。ニコライは自分の指揮下にいる兵隊たちを自分と同等と見なし、彼らを「友人」と呼んでいた。彼は自分が身分によって特別扱いされること、なかんずく周りの人間より「上」とされるのを苦々しく思っていた。兵隊たちは彼を非常に尊敬し、彼を熱烈に支持した。ニコライはまた政治的立場を超えて知識人たちに歓迎され、長く彼らと議論したり文通したりした。
ニコライはロシアの歴史と蝶に対する研究熱が嵩じて有名な学者になったが、またフランスとその政治システムを熱烈に崇拝したことは、ロシア皇族としては異常なことだった。彼は自由主義者だったが、作家のレフ・トルストイが自分の祖父ニコライ1世を不正確に批判したパンフレットを発表した時は、この文豪に抗議することを厭わなかった。彼は多くの人々から変人だと思われていたが、アレクサンドル3世の皇后マリヤ・フョードロヴナを含む多くの皇族たちから、ご意見番として重んじられていた。ニコライはかなり広範囲まで旅をした経験を持っていた。彼はたびたびパリと南フランスを旅し、何度目かの旅行の際に、仲違いしていた弟ミハイル・ミハイロヴィチ大公と妹アナスタシア・ミハイロヴナ大公女を和解させている。ニコライは大のギャンブル好きで、モンテカルロのカジノで莫大な金をすったこともある。ニコライは軽率な発言が目立つ人物で、ロシアの国政に関する情報を会話や宴会の場で友人たちに話して問題になることも多かった。大のフランコフィル（フランス好き）だったニコライは、パリ滞在中にフランスの敵国であるドイツを敵視する発言をして、ドイツ政府から抗議されたこともあった。この事件のせいで、ニコライは帰国すると皇帝アレクサンドル3世から数か月ボルジョミの田舎の別荘で謹慎するよう言い渡されている。
ニコライは自分の考えを披露したがる性格であり、ホドゥインカの悲劇が起きた晩に開催された、フランス大使主催の舞踏会に出席しないようニコライ2世に要求した。ニコライは皇帝夫妻に対し、悲惨な大事故によって多くの人命が失われた日の夜にそんな宴会に出れば、マリー・アントワネットの二の舞になりかねないと言って警告したのである。この警告は後にニコライ2世一家が銃殺されるという形で現実のものとなるが、皇帝一族は彼を意地悪で口が悪いとみなしていた。ニコライはマリヤ・パヴロヴナ大公妃とその家族や、従兄のニコライ・ニコラエヴィチ大公をも激しく批判し、皇族内で発言力を保ち続けた。
1909年に父ミハイルが死ぬと、ニコライはロシア帝室内の「ミハイル分家」の家長となって莫大な財産を相続した。彼は父の所有していた領地と邸宅を全て受け継いだ。グルジア地方にあるボルジョミの所領は、ニコライが生活と仕事の場として最も好んだ場所であった。その他の主な不動産としては、サンクトペテルブルク近郊のミハイロフスコエ、首都のネヴァ川沿いに建つ巨大な宮殿、ウクライナのグルシェフカに広がる広大な所領などがあった。ニコライの本邸はネヴァ川沿いの宮殿だったが、この宮殿はあまりに巨大であったため、同居していた弟のセルゲイ・ミハイロヴィチ大公が端から端まで移動するのに自転車を使うほどだった。首都の宮殿とミハイロフスコエの邸宅では、合わせて400人以上の使用人が働いていた。
ニコライは、ニコライ2世とはその皇太子時代も、即位後も良い関係を築いていた。しかし、ニコライはその自由主義志向のためにニコライ2世の妃アレクサンドラ・フョードロヴナから敵視されるようになった。悲観的な性格だったニコライは、政治情勢をだんだんと心配するようになり、1905年の日露戦争でロシアが敗北するとその傾向をさらに強めた。ニコライは、友好的な文通を続けていたレフ・トルストイに宛てた1905年10月1日の手紙の中でこう述べている。「私は自分が沈黙していることに以前よりひどく苦しんでいます。政府の欠点のひとつひとつが私にははっきりと見えているからです。既存の体制を根本的に変更する以外に改善策はありません。しかし私の年老いた父はまだ生きており、父に対する尊敬の念から、私の意見や言動によって父の名誉を傷つけることは絶対に控えねばなりません」。

### 戦争と革命

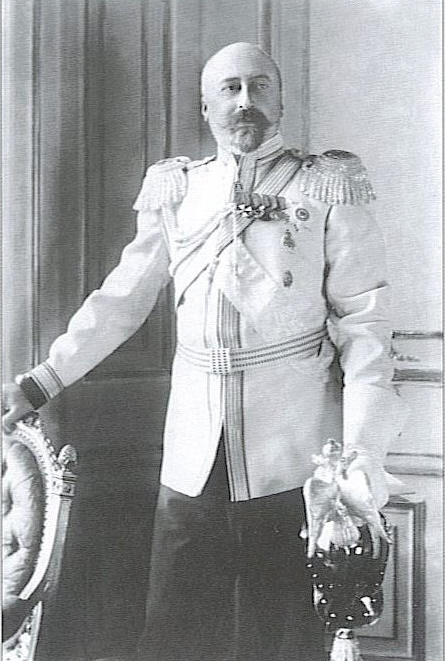
ニコライ・ミハイロヴィチ大公

第一次世界大戦が始まると、ニコライは戦争に従軍し、以前に有していた名誉職であった「最高副官」の称号を取り戻した。ニコライはもう長いあいだ軍を指揮しておらず、部隊の指揮権を与えられなかった。その代わり、オーストリア＝ハンガリー帝国との前線である南西部の前線に送られた。1914年8月にキエフに到着し、その後ロフノ（現在のリウネ）に移った。ニコライは戦線で戦うのではなく、野戦病院を訪問する任務を命じられた。ニコライがロフノに着いてから1914年の8月が終わるまでの数日間に、6,000人を超える負傷兵がロフノに運び込まれ、ニコライは負傷者の悲惨な状態に戦慄させられることになった。「このような大量殺戮の後では、誰もが社会主義者になるのが道理である」と書いている。。タンネンベルクの戦いでロシア軍がドイツ軍に壊滅的な敗北を喫すると、ニコライは次のように予言した。「ロシア全軍の惨状は大規模な蜂起を引き起こすだろう、そしてそれは多くの君主制を崩壊させ、国際的社会主義の勝利をもたらすだろう」。
戦争中、軍事問題に関するニコライの意見は、1914年から1915年までロシア軍最高司令官を務めていた従兄のニコライ・ニコラエヴィチ大公と正反対のものだった。ニコライはこの従兄を幼いころから嫌っており、また二人は軍事上のキャリアでもライバル関係にあった。ニコライは平和主義者で、戦時に大勢を占めていた愛国主義には反対していた。ニコライはニコラエヴィチ大公の戦術や戦略、特に近衛軍を犠牲にし、東プロイセンを制圧しようとして正規軍を疲弊させてしまったことを批判していた。彼は訓練も途中の予備兵と召集兵だけでロシアが勝てるわけがないと見抜いていた。
ロシア政府の動向を憂慮していたニコライは、ニコライ2世にアレクサンドラ皇后の影響力を除くよう意見し、首相ボリス・スチュルメルの政治上の誤りを6ページに渡って列挙した手紙を送った。ニコライはその後も無能な政府を批判し続けていた。1916年、たまりかねたニコライ2世はニコライに田舎の所領での謹慎を言い渡した。ニコライは帝政が崩壊するまで首都ペトログラードには戻らなかった。ニコライは臨時政府についても、ロシアを救う近道にはならないとして、ほとんど信用しなかった。10月革命後、ニコライはしばらくボリシェヴィキ政府から何の干渉も受けずに暮らしていた。彼は臨時政府と同様、ボリシェヴィキの天下も長続きしないと考え、ペトログラードに留まり続けた。ニコライはフィンランド経由で姪のアレクサンドリーネ・ツー・メクレンブルク＝シュヴェリーンが王妃となっているデンマークに亡命しようかどうか迷っていた。この躊躇が彼にとって命取りになった。1918年1月、ボリシェヴィキ政府はニコライの住む宮殿を接収した。ニコライは最初、宮殿内の住居部分の一角に住み続けることを許されたが、やがて宮殿を追い出された。

### 捕囚

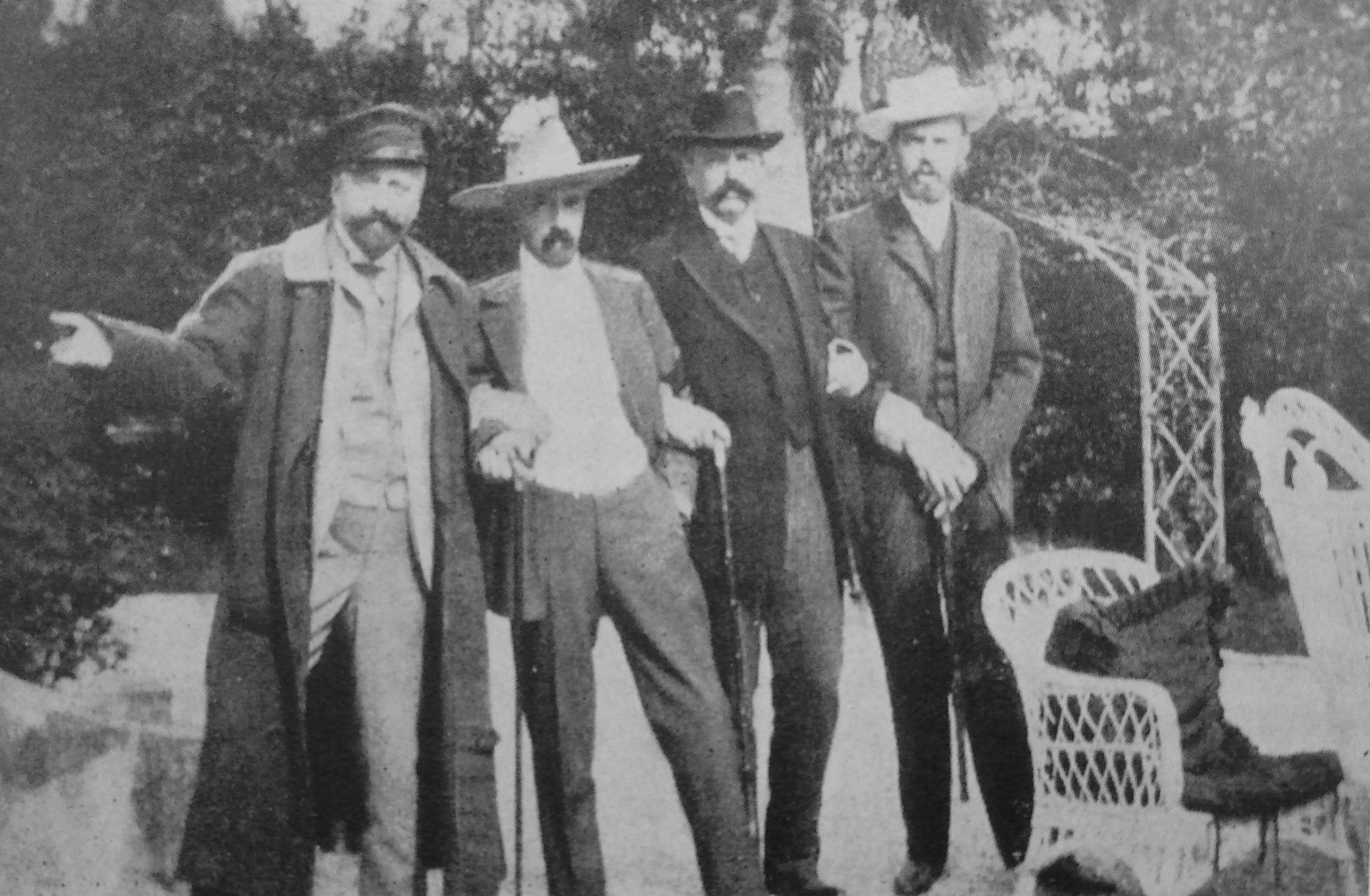
左から、ニコライと弟のミハイル、ゲオルギー、セルゲイ

1918年2月、ソヴィエトの秘密警察チェーカーは、まだペトログラードに住んでいるロマノフ家の人間は全員申し出るように命令した。彼らはロシア奥地に送られることが決まっていた。ニコライはヴォログダに追放されることになった。1918年3月30日、ニコライは自分の料理人と副官で親友のブルメルと一緒に、ヴォログダ行きの汽車に乗り込んだ。ブルメルはニコライの反対にもかかわらず、その供をすることを強く主張して同行した。汽車は翌日にヴォログダに到着し、ニコライとブルメルは若い夫婦と一緒に2部屋しかない狭い小屋に押し込められた。
最初、ニコライは街まで出ていくことを許されていた。弟のゲオルギー・ミハイロヴィチ大公と従弟のドミトリー・コンスタンチノヴィチ大公もヴォログダに流刑にされていたため、3人はお互いよく会うようになった。市域にいる限り行動を許されていることにニコライは満足し、毎日を読書に費やした。
ニコライ2世とその家族が処刑された2日後の1918年7月14日、重装備の車がヴォログダに到着し、ニコライたちを住居から連れ去った。彼らは逮捕され、より監視のしやすい狭く壁に囲まれた村に連れて行かれた。ブルメルは同行を禁じられた。
ニコライに割り当てられた部屋は広く、庭を見渡せる窓もあった。ニコライは持ってきた折り畳み式ベッドで眠った。ニコライは監視任務についていた兵士たちから、丁寧に扱われていた。フランス政府はアカデミー・フランセーズの会員であるニコライの釈放を求めようとしていた。副官のブルメルは何とかニコライを救出しようとしたが、うまくいかず、獄中のニコライと面会できただけだった。7月20日、ブルメルは幽閉されているニコライたちにニコライ2世が処刑されたことを知らせた。この事実はニコライたちにも最悪の結末が待っていることを窺わせた。翌7月21日、ヴォログダに流されていたニコライたちは全員、ペトログラードに連れ戻され、チェーカー本部の独房に収監された。
ニコライたちは到着してすぐ、ペトログラード・チェーカーの議長モイセイ・ウリツキーの尋問を受け、写真を撮られてクレスティ監獄に送られた。そして、その後まもなくスパレルナヤ監獄に移送された。ここではニコライたちは皆、奥行き213 cm, 幅91 cmの狭小な独房に入れられた。彼らに用意されたのは鉄製のベッドだけであった。ニコライたちは2日に1度、外に出て30分から45分の運動をすることを許された。ヴォログダでは許されていた仲間同士での会話は、ここでは当初禁止されていた。監視役の兵士たちは皆、ニコライたちに親切だった。収監された数日後、ニコライたちは刑務所の中庭に一緒に集まることを許され、支給品の下着やタバコを渡された。彼らは午前7時に監視人たちの足音と開錠の音で起こされた。昼食は魚の骨が何本か入った汚い汁と黒パンであった。独房の明かりは午前7時に点灯されたが、冬が近付くと囚人たちはその時間まで暗闇の中で過ごした。運動の時間中、彼らは二言三言言葉を交わす機会があった。
ニコライの元副官ブルメルは、ニコライを追ってペトログラードに戻り、スパレルナヤ監獄を訪問した。フランス大使館もニコライの安否を気にしていた。ニコライたちの親族の何人かは躍起になって彼らを解放させようとし、ニコライたちに同情的なマクシム・ゴーリキーを通じてウラジーミル・レーニンにニコライたちの釈放を頼んだ。ゴーリキーは最終的にレーニンからニコライたちの解放を許可する署名をもらった。ゴーリキーはペトログラードに戻って彼らを解放しようとしたが、モスクワの駅のプラットフォームで「ロマノフ一族、銃殺!」という見出しの新聞を拾うことになった。ブルメルはロマノフ家の大公たちが暗殺されたという噂を聞きつけたが、ニコライたちは1年前に処刑されたということが分かっただけだった。パリに亡命した後、ブルメルはニコライたちを処刑した執行吏に偶然遭遇し、何が起きたのかを知った。

### 処刑

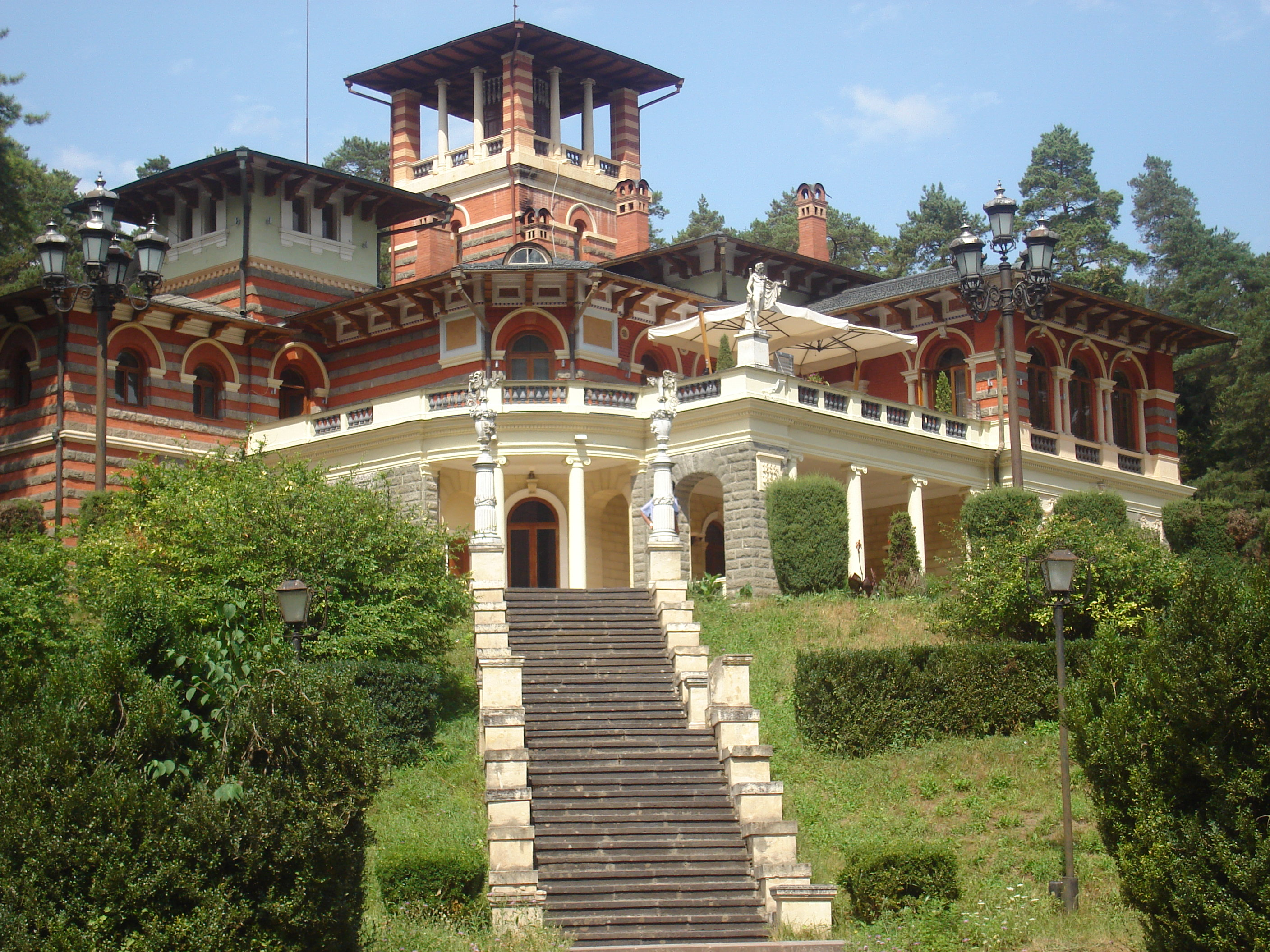
1890年代にニコライに与えられたリカニの宮殿、現在はグルジア大統領の夏の別邸となっている

1919年1月27日から28日にかけての真夜中、スパレルナヤ監獄の独房で寝ていたニコライと弟ゲオルギー、従弟ドミトリーは看守たちに起こされ、別の監獄に移すので身の回りの物をまとめるよう命じられた。彼らは最初、モスクワに移送されるのだと考えていた。ニコライはもしかすると解放されるかもしれないと楽観視したが、ゲオルギーは別の場所に連れて行かれて処刑されるのだと考えた。出発時間になって荷物を置いていくように指図されると、彼らは悪い予感に気付き始めた。
ニコライたちは外に連れ出され、4人の一般人の囚人と6人の赤軍兵士の乗ったトラックに詰め込まれた。1月28日の午前1時20分、トラックは出発した。一行はマルスの野の近くを流れる川にたどりつき、ここで止まった。運転手が再出発すると、一般人の囚人の一人が逃げ出そうとして撃ち殺された。トラックは再び走り出し、ペトロパヴロフスク要塞に到着した。囚人たちはトラックから荒々しく出され、マイナス20度の極寒の中でシャツとコートを脱ぐよう命令された。この時までに全員がこれから起きることを察知し、ニコライたちは互いに抱擁を交わした。
別の兵士たちはトラックには乗っていなかった男を連れてきた。ニコライたちはそれが従弟のパーヴェル・アレクサンドロヴィチ大公であることに気付いた。4人の囚人たちは一人一人兵士に腕を取られ、要塞の堀へと連れて行かれた。4人は先祖たちの眠るペトロパヴロフスク大聖堂を通り過ぎた。囚人たちは掘割の前に並ばされたが、その掘割にはすでに13人の死体が落ちていた。ニコライはそれまで飼っていた猫を抱いていたが、一人の兵士に猫を渡し、世話をしてくれるよう頼んだ。4人は皆死に臨んで勇敢さを見せた。ゲオルギーとドミトリーは死に際して静かに祈っていた。重病人だったパーヴェルは担架に乗せられたまま銃殺された。ニコライ、ゲオルギー、ドミトリーはそれぞれに同時に発射された最初の一発で殺された。一斉射撃のため、彼らは掘割の中でよろめいていた。4人の遺体はすでにいくつかの死体が置かれていた共同墓地の墓穴の中に、一緒に投げ込まれた。